# Jerzmionki
Jerzmionki – wieś w Polsce położona w województwie kujawsko-pomorskim, w powiecie sępoleńskim, w gminie Kamień Krajeński.
W latach 1975–1998 miejscowość administracyjnie należała do województwa bydgoskiego. Według Narodowego Spisu Powszechnego (III 2011 r.) liczyła 114 mieszkańców. Jest dwunastą co do wielkości miejscowością gminy Kamień Krajeński.